# Guglielmo Roehrssen
Guglielmo Roehrssen di Cammerata, conte di Cammarata (Ercolano, 10 novembre 1913 – Napoli, 23 aprile 2008), è stato un artista italiano.

## Biografia
Guglielmo Roehrssen, scultore, pittore e grafico, fu tra gli esponenti del futurismo partenopeo nonché, data l'età avanzata, l'ultimo rappresentante di questa importante corrente artistica.
Nato ad Ercolano nel 1913, perse la madre quando era ancora adolescente e, chiuso nel suo dolore, scoprì che l'arte gli dava l'energia per affrontare la vita; cominciò così a disegnare e fu lo zio Augusto Pepe che, rimanendo colpito dalle sue capacità, lo spinse ad iscriversi alla scuola d’arte Palizzi di Napoli, ove fu allievo del naturalista Eugenio Viti. Qui conseguì il diploma e l’abilitazione all'insegnamento della scultura.
Esordisce nel 1930 alla II Sindacale Campana ed in tale occasione conosce personalmente Filippo Tommaso Marinetti. Roehrssen entrò così nel mondo artistico napoletano dei primi anni trenta,  fu allievo del circumvisionista Luigi Pepe Diaz, suo cugino, nonché del naturalista Umberto Rancher. Nel 1933 una prima importante mostra al Caffè dello Sport in Galleria Umberto I a Napoli lo consacrò accanto a Carlo Cocchia, Buccafusca e Vittorio Piscopo, tra i fondatori di un movimento artistico definito Futurismo Partenopeo, che finalmente conferiva alla città di Napoli un degno posto nell'arte contemporanea dell'epoca.
Allo scoppio della seconda guerra mondiale prese parte alle operazioni belliche e successivamente, rientrato a Napoli, si dedicò all'insegnamento quale titolare delle cattedre di Disegno e Storia dell'arte.
La sensibilità del maestro - colpito dal dolore per la perdita della moglie e di un figlio - lo indusse a riprendere appieno l'attività artistica in età già piuttosto avanzata, dando vita nel ventennio 1988-2008 ad una produzione vastissima e continua che comprende anche bellissimi manifesti pubblicitari nei quali - pur restando fedele all'impostazione grafica e di colore tipica del futurismo - riuscì sempre a tenerla aggiornata con i nuovi gusti, le nuove tendenze e le forme contemporanee.
Guglielmo Roehrssen ha continuato a lavorare fino alle ultime settimane di vita nella sua casa-museo di Via Giotto a Napoli, prendendo anche parte ad innumerevoli rassegne e mostre d'arte contemporanea dedicate al Futurismo.

## Produzione artistica
Per oltre ottant'anni, Roehrssen realizzò opere di pittura, scultura e grafica, ma si dedicò anche ad altre attività in campo artistico, realizzando tra l'altro il monumento a San Matteo a Castellammare di Stabia e curando il restauro della Torre della Transita a Positano.
Fu anche autori di testi tra cui il saggio Composizione architettonica.
Nelle sue sculture, con grande abilità ha plasmato il gesso, il marmo, il bronzo, la terracotta, il legno, mentre nella sua produzione più recente, ha spesso creato opere utilizzando contemporaneamente vari materiali.
L’artista assimila e riformula i temi del movimento futurista approdando ad una poetica che parte dallo studio di un dato concreto e, attraverso progressive schematizzazioni, evidenzia non più la realtà iniziale ma una sua possibile visione simultanea. Una cifra stilistica che esalta il gesto sportivo, che studia il volo e l’interazione uomo-ambiente-macchina, che esplora i risvolti lirico-plastici del tema religioso.
Scegliendo una posizione indipendente rispetto a certe regole avanguardistiche, Roehrsse negli anni del Fascismo espone in manifestazioni futuriste ed in tre edizioni delle Sindacali e due dei Littoriali.
All'epoca dei suoi esordi firmò Vortice (1931), seguita da capolavori scultorei come Volo (1933) Motociclista (1934) e Africa te teneo, nonché La sciatrice (acquistata dal ministero della P.I.). Realizzò, in questo stesso periodo, anche opere di grafica e partecipò a numerose mostre collettive e personali, nonché a varie edizioni nazionale dei Littoriali.
Accanto a queste opere si collocano poi sculture successive di grande modernità che, senza dimenticare le origini "futuriste" si avvalgono di nuovi materiali: ‘Il Forziere’, dell'anno 2000, ad esempio è costituita da un cilindro in gesso patinato ove sono applicati lucchetti veri, mentre in ‘Costruire’ un tubolare Innocenti per impalcature è inglobato in una aerodinamica struttura in gesso.
Conservando vivo stile e le tematiche del futurismo, Roehrssen ha anche realizzato in età avanzata numerose altre opere tra cui bassorilievo in gesso ‘Volo su Napoli’ (1997), la scultura ‘Volo sulla Reggia’ (1999) e il bassorilievo in marmo ‘La Corsa’ (1999), degni e mirabili esempi di questo genere della sua produzione, che rievoca quella analoga degli anni '30.
L'attenzione verso gli aspetti più profondi ed attuali della vita, lo ha anche spinto a creare opere in omaggio a Salvo D'Acquisto, ai martiri della strage di Capaci e ai caduti di guerra.

## Mostre
Nella sua lunga attività, svolta tra il 1930 ed il 2008, Guglielmo Roherssen ha preso parte a numerose personali e collettive in varie città del mondo, tra cui Napoli, Roma, Padova, Patrasso, San Pietroburgo, Lugano e Buenos Aires. Queste le principali esposizioni:
- Settembre	1930	II Mostra Sindacato Artisti della Campania - Napoli
- Marzo	1931	Fiera Nazionale dell'artigianato - Firenze
- Giugno	1931	Esposizione Internazionale d'arte sacra - Padova
- Marzo	1933	IV Mostra Sindacato Artisti della Campania - Napoli
- Marzo 	1933	Mostra Futurista al “Caffè dello Sport” - Napoli
- Marzo	1934	V Mostra Sindacato Artisti della Campania - Napoli
- Settembre	1934	Mostra di pittura - Castellamare di Stabia
- Marzo	1934	Prelittoriali della cultura e dell'arte - Napoli
- Aprile	1934	Littoriali della cultura e dell'arte - Firenze
- Marzo 1935	Prelittoriali della cultura e dell'arte del GUF - Napoli
- Maggio	1937	I Mostra d'arte e artigianato del dopolavoro M.R.M. - Napoli
- Febbraio	1938	Mostra d'arte del dopolavoro della scuola - Napoli
- Marzo	1938	Prelittoriali della cultura e dell'arte del GUF - Sarno
- Marzo	1938	XV Biennale arte sacra - Napoli
- Aprile	1938	Littoriali della cultura e dell'arte - Palermo
- Maggio	1989	XV Biennale arte sacra - Torre del Greco
- Febbraio	1991	Fiera del libro-Circumvisionismo-Galassia Gutenberg - Napoli
- Giugno	1991	Emilio Buccafusca e il Futurismo a Napoli negli anni ‘30 - Napoli
- Luglio	1995	Mostra d'arte di Patrasso - Patrasso
- Luglio	1996	Futurismo e Meridione - Palazzo Reale - Napoli
- Marzo	1998	Mostra museo etnografico - Sanpietroburgo
- Novembre	1998	Personale Archivio Fotografico Parisio - Napoli
- Maggio	1999	Mostra “Artisti contemporanei Italiani a Lugano” - Lugano
- Maggio	1999	Personale Chiostro di S. Antonio - Cerreto Sannita
- Gennaio 2000 Collettiva "Giovani ieri, oggi, sempre" - Galleria “Immagine Nea” - Napoli
- Settembre	2000	Personale Galleria “Immagine Nea” - Napoli
- Mag 2000	Personale Scuderie Villa Campolieto - Ercolano
- Agosto	2000	Personale Palazzo Comunale - Castelvolturno
- Agosto 2000 Percorsi d'arte tra passato e futuro (con Rita Ragni)- S.Marco dei Cavoti
- Ottobre	2000	Gli Anni Difficili: L'arte a Napoli dal 1920 al 1945 - Napoli
- Marzo	2001	Mostra museo d'arte moderna “Borghes” - Buenos Aires
- Maggio	2001	“Futurismo a viva voce”	- San Giorgio a Cremano
- Dicembre	2002	Personale Casina Pompeiana - Napoli
- Maggio 2003    "Bidoni in mostra" Esasperatismo Maggio dei Monumenti Galleria Principe di Napoli
- Novembre	2003	Personale Chiesa-Museo S. Severo al Pendino - Napoli
- Giugno 2004 Prima Mostra Internazionale Esasperatismo - Logos & Bidone
- Febbraio 2005     "Futurismo e Esasperatismo" - Centro culturale Il Pilastro - S. Maria Capua Vetere - Caserta
- Dicembre 2004 Museo mineralogico campano - Vico Equense
- Maggio 2006 Prima Mostra Nazionale Esasperatismo Museo archeologico nazionale Grosseto
- Novembre 2007 Seconda Mostra Internazionale Esasperatismo, Castel dell'Ovo - Napoli
- Maggio 2007 Personale al Centro Culturale "IL BIDONE" Napoli
- Ottobre 2009 La corrente del golfo

Parisio e Roehrssen futuristi a Napoli" - Università Suor Orsola Benincasa a cura del prof. S. Causa

## Premi
- Premio Ministero Pubblica Istruzione, 1936
- Premio Giovanile Nazionale, 1934